# Municipio de Union (condado de Izard)
El municipio de Union (en inglés: Union Township) es un municipio ubicado en el condado de Izard en el estado estadounidense de Arkansas. En el año 2010 tenía una población de 2448 habitantes y una densidad poblacional de 20,52 personas por km².

## Geografía
El municipio de Union se encuentra ubicado en las coordenadas 36°9′14″N 92°7′28″O / 36.15389, -92.12444. Según la Oficina del Censo de los Estados Unidos, el municipio tiene una superficie total de 119.32 km², de la cual 118,51 km² corresponden a tierra firme y (0,68 %) 0,81 km² es agua.

## Demografía
Según el censo de 2010, había 2448 personas residiendo en el municipio de Union. La densidad de población era de 20,52 hab./km². De los 2448 habitantes, el municipio de Union estaba compuesto por el 91,26 % blancos, el 5,96 % eran afroamericanos, el 0,45 % eran amerindios, el 0,45 % eran asiáticos, el 0,94 % eran de otras razas y el 0,94 % eran de una mezcla de razas. Del total de la población el 2,25 % eran hispanos o latinos de cualquier raza.